# Mahabir Pun

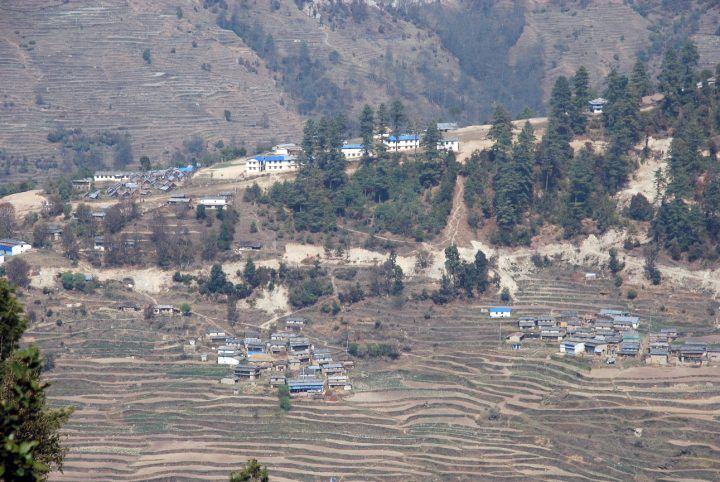
Village de Nangi à Myagdi.

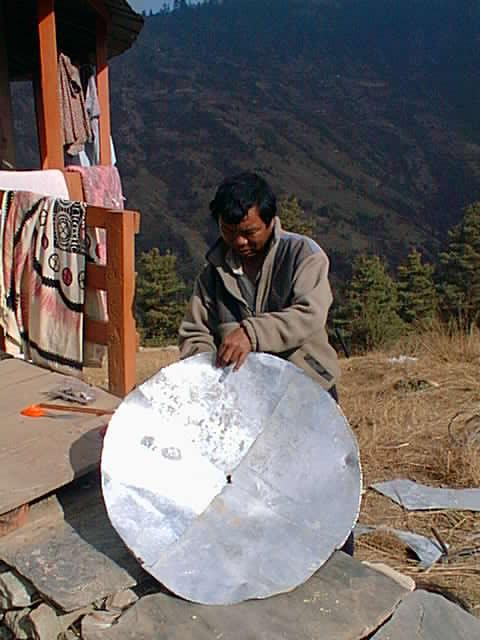
Mahabir Pun avec une antenne parabolique artisanale au Népal, en 2007

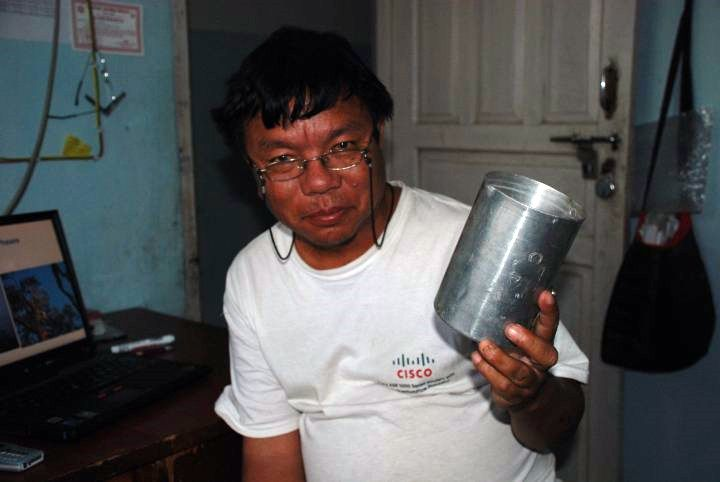
Mahabir Pun en 2010.

Mahabir Pun (né le 22 février 1955 à Myagdi, Népal) est un enseignant, activiste et entrepreneur népalais. Il est intronisé au Temple de la renommée de l’Internet en 2014.

## Biographie
Pun fréquente l'école de village de sa ville natale Nangi dans le district de Myagdi, à l'enseignement essentiellement oral, sans papier, ni crayons ni livres spécifiques. Traditionnellement, la plupart des hommes rejoignent l’armée britannique des Gurkhas. La famille de Pun déménage dans les plaines du sud du Népal et son père investit ses économies dans l'éducation du fils. Après avoir obtenu son diplôme d'études secondaires, Mahabir Pun enseigne dans quatre écoles pendant une douzaine d'années, ce qui lui permet de financer l'éducation de ses frères et sœurs. En 1989, après de nombreuses candidatures infructueuses auprès d'universités britanniques et américaines, il obtient une bourse partielle pour l'Université du Nebraska à Kearney. En 1996, il obtient une licence en sciences naturelles et retourne dans son village natal de Nangi. Il fonde une école secondaire qui sert de modèle pour le développement éducatif et économique local. Ce lycée d'Himanchal met un accent particulier sur l'enseignement de l'informatique. Afin de générer des revenus pour l'école et de créer des opportunités d'emploi pour les villageois, il lance plusieurs projets dans son village et les villages environnants, pour encourager des fermes d'élevage de yaks et de lapins, la production de fromage et de confiture, un camping et bien d'autres. Il n’y avait pas de téléphone ni de système de communication moderne dans cette région, et la communication entre villages se faisait oralement, en visitant les villages l'un après l’autre. Pun retourne à l'Université du Nebraska pour obtenir une maîtrise en administration de l'éducation en 2001. Durant son séjour aux États-Unis, il réalise que les technologies de l’information pouvaient transformer le système éducatif et l’économie de son village, et il suit des cours pour acquérir les compétences nécessaires pour assembler, rénover et utiliser des ordinateurs. À son retour au Népal, il mène avec succès une campagne de don d’ordinateurs d’occasion en provenance du Japon, de Malaisie, d’Australie, de Singapour et des États-Unis. Il donne des cours d'informatique à des étudiants et à des collègues enseignants, mais il s'est avéré impossible d'établir une connexion téléphonique avec la ville la plus proche et avec Internet. Il envoie alors un courriel à la British Broadcasting Corporation, qui rend public son problème. En 2001, des donateurs et des bénévoles l'aident à établir une connexion sans fil entre Nangi et le village voisin de Ramche, grâce à de petites antennes de télévision artisanales installées dans les arbres. D'autres dons permettent rapidement la construction de stations de montagne improvisées et une connexion avec la ville de Pokhara. En 2002, il fonde le Nepal Wireless Networking Project, qui utilise la communication par ondes radio pour construire un réseau de communication local et connecter les populations des communautés himalayennes. En 2003, Nangi dispose d'une connexion Internet sans fil. Plus tard, il distribue des ordinateurs usagés donnés de l’étranger à d’autres écoles dans d’autres villages et commence à développer un projet d’apprentissage sans fil. Ses enseignements à distance et en ligne sont la première tentative de remédier à la pénurie d’enseignants qualifiés au Népal grâce à la technologie. En 2006, 13 villages de montagne sont connectés à un réseau Wi-Fi et à Internet. Depuis lors, le réseau et les services connectent plus de 175 villages reculés dans 15 districts du Népal. Ces villages utilisent Internet pour l’apprentissage en ligne, les soins de santé en ligne, le commerce électronique local, les discussions communautaires, les transferts d’argent et la surveillance météorologique.

## Honneurs (sélection)
Pun reçoit de nombreux prix et distinctions nationaux et internationaux.
- 2002 : Ashoka Fellow, Fondation Ashoka (abritée par la Fondation de France
- 2004 : Prix des innovations sociales, Global Ideas Bank, Royaume-Uni
- 2007 : Prix Ramon-Magsaysay, Fondation Ramon Magsaysay des Philippines[1] sur le site de la fondation.
- 2007 : Doctorat honorifique de l'Université du Nebraska, États-Unis
- 2014 : Prix Jon-Postel, Internet Society
- 2014 : Intronisé au Temple de la renommée d'Internet[2].